# ミニマル・ペア
ミニマル・ペア（Minimal pair）、もしくは最小対語（さいしょうついご）、最小対（さいしょうつい）、最小対立（さいしょうたいりつ）とは、音声学や音韻論において、ある言語の語の意味を弁別する最小の単位である音素の範囲を認定するために用いられる、音声的に1つの要素のみが異なる2つの単語のことをいう。

## 概要
例えば、日本語の「枯れ木」/kaɾekʲi/ と「瓦礫」/ɡaɾekʲi/ は語頭の子音（「枯れ木」では /k/、「瓦礫」では /ɡ/）の違いのみでミニマル・ペアとなる。この違いにより、日本語話者はこの2つの単語の意味を区別する。
一方、中国語では、会話の中で [k] 音と [ɡ] 音のいずれもが聞かれるが、中国語話者はこれらの音の違いによって意味を区別しない。例えば、中国語の「狗」（犬）は [koʊ˨˩˦] とも [ɡoʊ˨˩˦] とも発音されるが、どちらも同じ意味を表す。つまり、中国語においては [k] と [ɡ] の間に弁別的な対立は存在せず、これらは同一の音素の異音とみなされる。
ところが、これとは別に、中国語には「口」（口）[kʰoʊ˨˩˦] という単語があり、これは「狗」とは明確に弁別される。「狗」と「口」を比べると、語頭の子音のみが異なっており、これらの単語もミニマル・ペアを構成している。ここで両単語を弁別する機能を担っているのは、有気音要素 /ʰ/ の有無である。
このように、ミニマル・ペアを通して、ある言語における音素の体系や、どの音声的な違いが意味の弁別に関与するかを明らかにすることができる。

### 言語間の比較
上述の通り、言語によって音素の体系は異なる。以下に、日本語、中国語、ビルマ語、アイヌ語における軟口蓋破裂音の扱いを比較する。
|          | [kʰ] 無声 有気 | [k] 無声 無気 | [ɡ] 有声 無気 | 解説                                             |
| 日本語   | /k/            | /k/           | /ɡ/           | 有声/無声を指標として弁別する。                  |
| 中国語   | /k/            | /ɡ/           | /ɡ/           | 有気/無気を指標として弁別する。                  |
| ビルマ語 | /χ/            | /k/           | /ɡ/           | 有声/無声と有気/無気の両方を指標として弁別する。 |
| アイヌ語 | /k/            | /k/           | /k/           | いずれも指標とせず、弁別しない。                 |

日本語では有声/無声の区別が弁別的だが、中国語では有気/無気の区別が弁別的である。ビルマ語ではこれら両方の区別が弁別的だが、アイヌ語ではこれらの区別は弁別的でない。

## 外国語学習への応用
外国語を学習する際、学習者の母語と学習言語の音素体系の違いを理解することは重要である。例えば、日本語話者が英語を学ぶ際、/l/ と /r/ の区別（これについては日本語話者による英語の/r/と/l/の知覚も参照）や、/s/ と /θ/ の区別が難しいことがある。これは、日本語にはこれらの音素の区別がないためである。
外国語教育では、ミニマル・ペア練習と呼ばれる発音練習が行われることがある。音素の違いによる意味の違いを意識させ、正しい発音を身につけさせることを目的としている。

## 手話におけるミニマル・ペア
音声言語だけでなく、手話にもミニマル・ペアが存在する。手話では、手の形、動き、位置、向きなどのパラメータの1つが異なるだけで、異なる意味を持つ単語のペアが存在する。このことから、手話も音声言語と同様に、一定の規則に基づいて構成されていることがわかる。

## 西夏文字の字形において
西夏文字の字形でも、よく似た字形で従来区別がないと考えられてきた要素が、意味的な区別があることが判明した例がある。例えば、2018年頃の研究で、「𘤊（ノメメ）」と「𘫽（くくノ）」が、𘜶（右側は「𘫽（くくノ）」、意味は「大きい」）と𘴈（右側は「𘤊（ノメメ）」、意味は「雁」）なとどいうように、ミニマル・ペアとなっていることが判明した。